# John Hickenlooper
John Hickenlooper (Narberth, 1952. február 7. –) amerikai politikus, 2011 és 2019 között Colorado állam kormányzója, 2021-től Colorado szenátora.